# Pentagrámaton

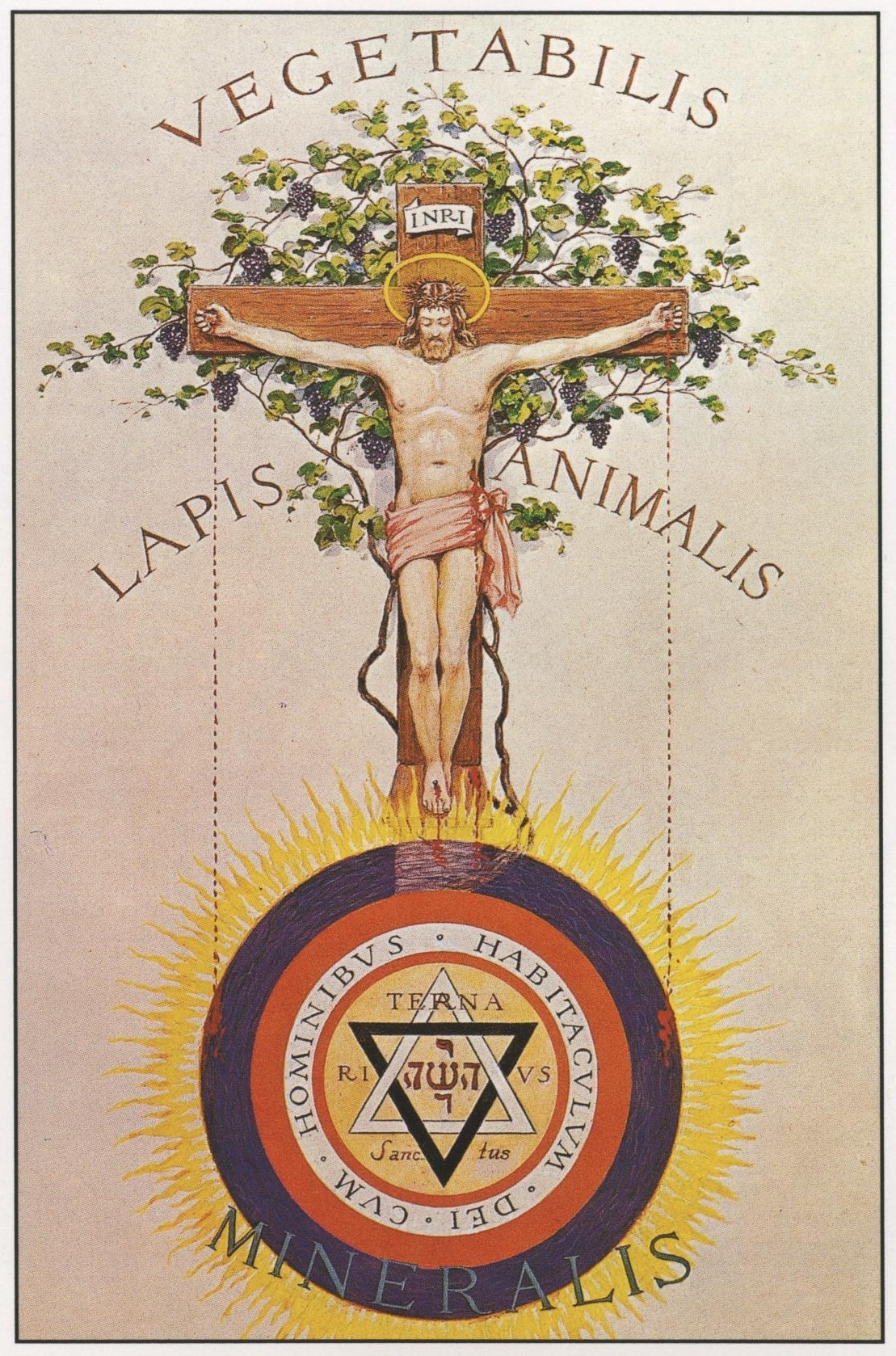
«Una crucifixión rosacruz» que muestra las cinco letras hebreas del «Pentagrámaton» en el hexagrama.

Yahshúah (hebreo: יהשוה) o Pentagrámaton (griego: Πενταγράμματον) es una forma construida del nombre hebreo de Jesús originalmente fue encontrado en las obras de Atanasio Kircher, Johann Baptist Großschedl (1619) y otras fuentes esotéricas en el Bajo Renacimiento. Es necesario distinguir del nombre Yahshua que fue encontrado en las obras del Movimiento del Nombre Sagrado (en inglés: Sacred Name Movement) en la década de 1960, aunque ha habido alguna conflación o confusión entre los dos. El pentagrámaton Yahshúah no tiene apoyo en los hallazgos arqueológicos, tales como los manuscritos del Mar Muerto o inscripciones, ni en los textos rabínicos como una forma de Josué. En la erudición generalmente se considera que la forma original de Jesús sea Yeshúa, una forma del nombre Josué de la Biblia hebrea.
La idea esencial del pentagrámaton es de un marco de la consonante alfabética Y-H-Sh-W-H, que puede ser suministrado con las vocales de varias maneras.

## Ocultismo en el Renacimiento
Los primeros en utilizar un nombre de Jesús algo así como «Yahshúah» eran los ocultistas renacentistas.